# Huimango 3ra. Sección
Huimango 3ra. Sección är en ort i Mexiko.   Den ligger i kommunen Cunduacán och delstaten Tabasco, i den sydöstra delen av landet, 600 km öster om huvudstaden Mexico City. Huimango 3ra. Sección ligger 15 meter över havet och antalet invånare är 635.
Terrängen runt Huimango 3ra. Sección är mycket platt. Runt Huimango 3ra. Sección är det ganska tätbefolkat, med 155 invånare per kvadratkilometer. Närmaste större samhälle är Comalcalco, 14,3 km norr om Huimango 3ra. Sección. Trakten runt Huimango 3ra. Sección består till största delen av jordbruksmark.